# 753 Tiflis
753 Tiflis је астероид главног астероидног појаса. Приближан пречник астероида је 23,59 ,
а средња удаљеност астероида од Сунца износи 2,329 астрономских јединица (АЈ).
Инклинација (нагиб) орбите у односу на раван еклиптике је 10,087 степени, а орбитални период износи 1298,697 дана (3,555 године). Ексцентрицитет орбите астероида износи 0,221.
Апсолутна магнитуда астероида износи 10,21 а геометријски албедо 0,261.
Астероид је откривен 30. априла 1913. године.